# Christiania Theater

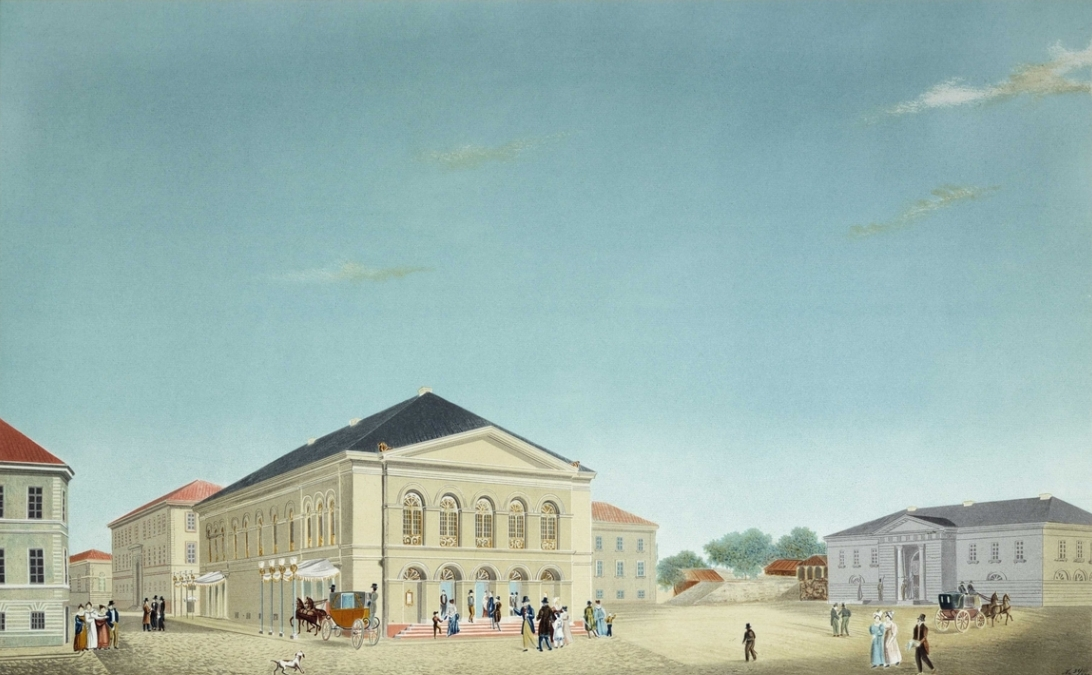
Christiania Theater.

Christiania Theater var en teaterscen i Kristiania (nuvarande Oslo) i Norge. 
Teatern uppfördes för att ersätta den nedbrända Christiania Offentlige Theater, och invigdes 1837. Ursprungligen spelade man teater på danska, men 1872 gick man över till att spela på norska. Ursprungligen var även alla skådespelarna danska. Men teatern var inte utan spänningar, två grupper uppstod 1838 kring Henrik Wergeland och Johan Sebastian Welhaven, som stod emot varandra. Under 1850-talet var Norges främste dramatiker Henrik Ibsen verksam vid teatern.
1873 blev svensken Ludvig Josephson ledare för teatern. Han satte 1876 upp Ibsens Peer Gynt och därmed gjorde detta verk till en succé. Teatern stängdes för gott 1899, eftersom Nationaltheatret blev färdigt den 1 september 1899.